# Klip (2012.)
Klip (srp. Клип) je srpski film iz 2012. godine. Režirala ga je kao svoj debitantski igrani film mlada redateljica Maja Miloš, koja je napisala i scenarij.
Film je svoju svjetsku premijeru imao u Rotterdamu 27. siječnja 2012. godine, gdje je bio uvršten u glavni natjecateljski program 41. Internacionalnog filmskog festivala s još 14 filmova iz cijelog svijeta i osvojio glavnu nagradu Tigar za najbolji film, dok će u Srbiji premijerno biti prikazan 12. travnja 2012. godine.